# Bauernhannes
Bauernhannes ist ein Gemeindeteil der Gemeinde Genderkingen im Landkreis Donau-Ries (Regierungsbezirk Schwaben, Bayern).

## Geographie
Der Einödhof Bauernhannes liegt einen Kilometer nordöstlich des Gemeindezentrums, zu dem eine Gemeindeverbindungsstraße führt.

## Geschichte
Bauernhannes gehört zu den Schwaighöfen im westlichen Lech-Donau-Winkel. Im Salbuch des Klosters Kaisheim von 1694 ist Gottlieb Schmid („vorhero Caspar Schmid“) als Besitzer aufgeführt. Vom 18. Jahrhundert bis 1844 war eine Familie Bauer ansässig, woraus sich der Hofname entwickelte. Nach mehreren Eigentümerwechseln gelangte der Hof 1880 in den Besitz der Familie Riegel. Durch die 1955 erfolgte Übergabe an eine Tochter hat sich der Name der Besitzerfamilie auf Wagner geändert.